# Стеґна (Млавський повіт)
Стеґна (пол. Stegna) — село в Польщі, у гміні Дзежґово Млавського повіту Мазовецького воєводства.
Населення — 78 осіб (2011).
У 1975-1998 роках село належало до Цехановського воєводства.

## Демографія
Демографічна структура станом на 31 березня 2011 року:
|          | Загалом | Допрацездатний вік | Працездатний вік | Постпрацездатний вік |
| -------- | ------- | ------------------ | ---------------- | -------------------- |
| Чоловіки | 44      | 6                  | 30               | 8                    |
| Жінки    | 34      | 6                  | 17               | 11                   |
| Разом    | 78      | 12                 | 47               | 19                   |